# Tony Jaa
Tony Jaa, pseudonimo di Panom Yeerum (in thailandese พนม ยีรัมย, in khmer ចាភ្ំ យីរុាំ; Surin, 5 febbraio 1976), è un artista marziale, attore, stuntman, e regista thailandese.
Specializzato in modo particolare nel  taekwondo, nella Muay thai, nel Krabi Krabong nelle tecniche di spada, nella danza e nella ginnastica.

## Biografia
Tony Jaa, al secolo Panom Yeerum, ha cominciato a praticare Taekwondo a 6 anni, e crescendo, all'età di 16anni ha poi approfondito l'essenza della Muay Thai, studiando Muay Kard Chiek, Krabi Krabong e i vari Wai Kru e Ram Muay. Ventenne si iscrive al College di Educazione Fisica di Maha Sarakham dove poi diviene maestro di ginnastica artistica e approfondisce ulteriormente lo studio del Krabi Krabong e del Silat.
Nato nella provincia di Surin, a circa 200 chilometri da Bangkok, nella Thailandia Nord-orientale, si appassiona sin da bambino alle arti marziali, ispirato da star del cinema come Bruce Lee, Jackie Chan, Phillip Rhee e Jet Li. Si allena con Panna Rittikrai, regista e coreografo di arti marziali e si iscrive al College di Educazione Fisica di Maha Sarakham, dove si specializza in molte arti marziali, soprattutto nel Krabi Krabong, l'arte marziale tradizionale thailandese che contempla l'uso di tutte le armi bianche e nel taekwondo. È specializzato in Muay Thay, Mae Mai Muay Thay, Kraby Krabong, Taekwondo e nell'arte della spada. Ha una conoscenza anche di Karate, Judo, Kiusko e Ju-Jitsu.
Rittikrai ha in mente di girare un film sulla Mae Mai Muay Thai, versione più antica e tradizionale del combattimenti a mani nude thailandese. Ma per farlo ha bisogno di atleti eccezionali, per questo spinge Jaa ad esercitarsi sempre di più. Il progetto viene sospeso, ma ormai Jaa decide lo stesso di entrare nel cinema.

### Carriera cinematografica
La sua carriera cinematografica inizia lavorando come stuntman per il film Mortal Kombat: Distruzione totale (1997) di John R. Leonetti. Dopo uno spot pubblicitario al fianco di Sammo Hung, star cinese di primo piano, partecipa di nuovo al progetto di Rithikrai. Insieme, infatti, girano un demo di abilità marziali da proporre a registi e produttori thailandesi.
Le capacità di Jaa non sfuggono al regista Prachya Pinkaew. Jaa recita quindi nel suo primo lungometraggio da protagonista: Ong-Bak - Nato per combattere (2003). Jaa ha eseguito tutte le prodezze in questo film senza assistenza meccanica o effetti prodotti al computer. La tecnica di Jaa come artista marziale, come testimoniato in Ong-bak, è straordinaria secondo ogni standard e gli ha fatto guadagnare popolarità e molti fan nel mondo intero.
Ha inoltre recitato in un altro lungometraggio, questa volta di Panna Rittikrai, The Protector - La legge del Muay Thai (2005) ma uscito nelle sale italiane solo il 3 agosto 2007. Anche in questo film, Jaa ha dato dimostrazione di grandi doti atletiche e agilità.
A dicembre 2008 è uscito nelle sale Thailandesi e Asiatiche il nuovo lungometraggio di Jaa Ong-Bak 2 - La nascita del dragone, nel quale vengono mostrate le tecniche arcaiche del Muay Thai, della Capoeira, del Wushu, del Taekwondo e del Krabi Krabong.
Questo film sembra incentrarsi su un progetto di Panna Rittikrai dove viene mostrata l'antica danza di combattimento del popolo thailandese: il Khan.
Nell'agosto 2013 Jaa ha firmato per un ruolo nel film campione d'incassi Fast & Furious 7, oltre ad aver partecipato a The Protector 2.

## Arti Marziali utilizzate da Tony Jaa
Mae Mai Muay Thai, Muay thai, Muay Kard Chiek, Wai Kru, Ram Muay, Wushu, Taekwondo, Krabi Krabong, Ju-Jitsu e Kiusko, e inoltre specializzato nell'arte della spada e nella ginnastica artistica.

## Vita privata
Tony Jaa ha sposato la fidanzata Piyarat Chotiwattananont il 3 maggio 2012. La coppia ha un figlio e una figlia.

## Filmografia

### Attore
- Plook mun kuen ma kah 4, regia di Towatchai Ladloy, Prapon Petchinn e Panna Rittikrai (1994)
- Mue prab puen hode, regia di Prapon Petchinn (1996)
- Nuk soo dane song kram, regia di Prapon Petchinn (1996)
- Nuk leng klong yao, regia di Panna Rittikrai (2001)
- Ong-Bak - Nato per combattere (Ong-Bak), regia di Prachya Pinkaew (2003)
- The Bodyguard - La mia super guardia del corpo (The Bodyguard), regia di Panna Rittikrai e Petchtai Wongkamlao (2004)
- The Protector - La legge del Muay Thai (Tom yum goong), regia di Prachya Pinkaew (2005)
- The Bodyguard 2, regia di Petchtai Wongkamlao (2007)
- Ong-Bak 2 - La nascita del dragone (Ong-Bak 2), regia di Tony Jaa e Panna Rittikrai (2008)
- Ong-Bak 3, regia di Tony Jaa e Panna Rittikrai (2010)
- The Protector 2 (Tom yum goong 2), regia di Prachya Pinkaew (2013)
- Skin Trade - Merce umana (Skin Trade), regia di Ekachai Uekrongtham (2014)
- Fast & Furious 7, regia di James Wan (2015)
- Kill Zone - Ai confini della giustizia (Saat po long 2), regia di Soi Cheang (2015)
- xXx - Il ritorno di Xander Cage (xXx: Return of Xander Cage), regia di D. J. Caruso (2017)
- Kill Zone - Paradox, regia di Wilson Yip (2017)
- Master Z: Ip Man Legacy, regia di Yuen Wo Ping (2018)
- Triple Threat - Tripla minaccia (Triple Threat), regia di Jesse V. Johnson (2019)
- Monster Hunter, regia di Paul W. S. Anderson (2020)
- Jiu Jitsu, regia di Dimitri Logothetis (2020)
- I mercenari 4 - Expendables (Expend4bles), regia di Scott Waugh (2023)

### Stuntman
- Mortal Kombat - Distruzione totale (Mortal Kombat: Annihilation), regia di John R. Leonetti (1997)
- The Protector - La legge del Muay Thai (Tom-Yum-Goong), regia di Prachya Pinkaew (2005)
- Ong-Bak 2 - La nascita del dragone, regia di Tony Jaa e Panna Rittikrai (2008)
- Ong-Bak 3, regia di Tony Jaa e Panna Rittikrai (2010)

### Regista
- Ong-Bak 2 - La nascita del dragone, co-regia con Panna Rittikrai (2008)
- Ong-Bak 3, co-regia con Panna Rittikrai (2010)

## Doppiatori italiani
Nelle versioni in italiano delle opere in cui ha recitato, Tony Jaa è stato doppiato da:
- Stefano Crescentini in Ong-Bak - Nato per combattere, The Protector - La legge del Muay Thai
- David Chevalier in Ong-Bak 2 - La nascita del dragone, I mercenari 4 - Expendables
- Stefano De Filippis in The Bodyguard - La mia super guardia del corpo
- Enrico Chirico in Ong-Bak 3
- Massimo Triggiani in The Protector 2
- Riccardo Scarafoni in Skin Trade - Merce umana
- Andrea Oldani in Kill Zone - Ai confini della giustizia
- Niccolò Guidi in xXx - Il ritorno di Xander Cage
- Gianfranco Miranda in Monster Hunter